# Departamento de Aguirre
Departamento de Aguirre är en kommun i Argentina.   Den ligger i provinsen Santiago del Estero, i den centrala delen av landet, 700 km nordväst om huvudstaden Buenos Aires. Antalet invånare är 7 610.
Trakten runt Departamento de Aguirre består i huvudsak av gräsmarker. Trakten runt Departamento de Aguirre är nära nog obefolkad, med mindre än två invånare per kvadratkilometer.